# Atherigona occulta
Atherigona occulta är en tvåvingeart som beskrevs av Adrian C. Pont 1986. Atherigona occulta ingår i släktet Atherigona och familjen husflugor.
Artens utbredningsområde är Northern Territory, Australien. Inga underarter finns listade i Catalogue of Life.